# كونغرس قاري

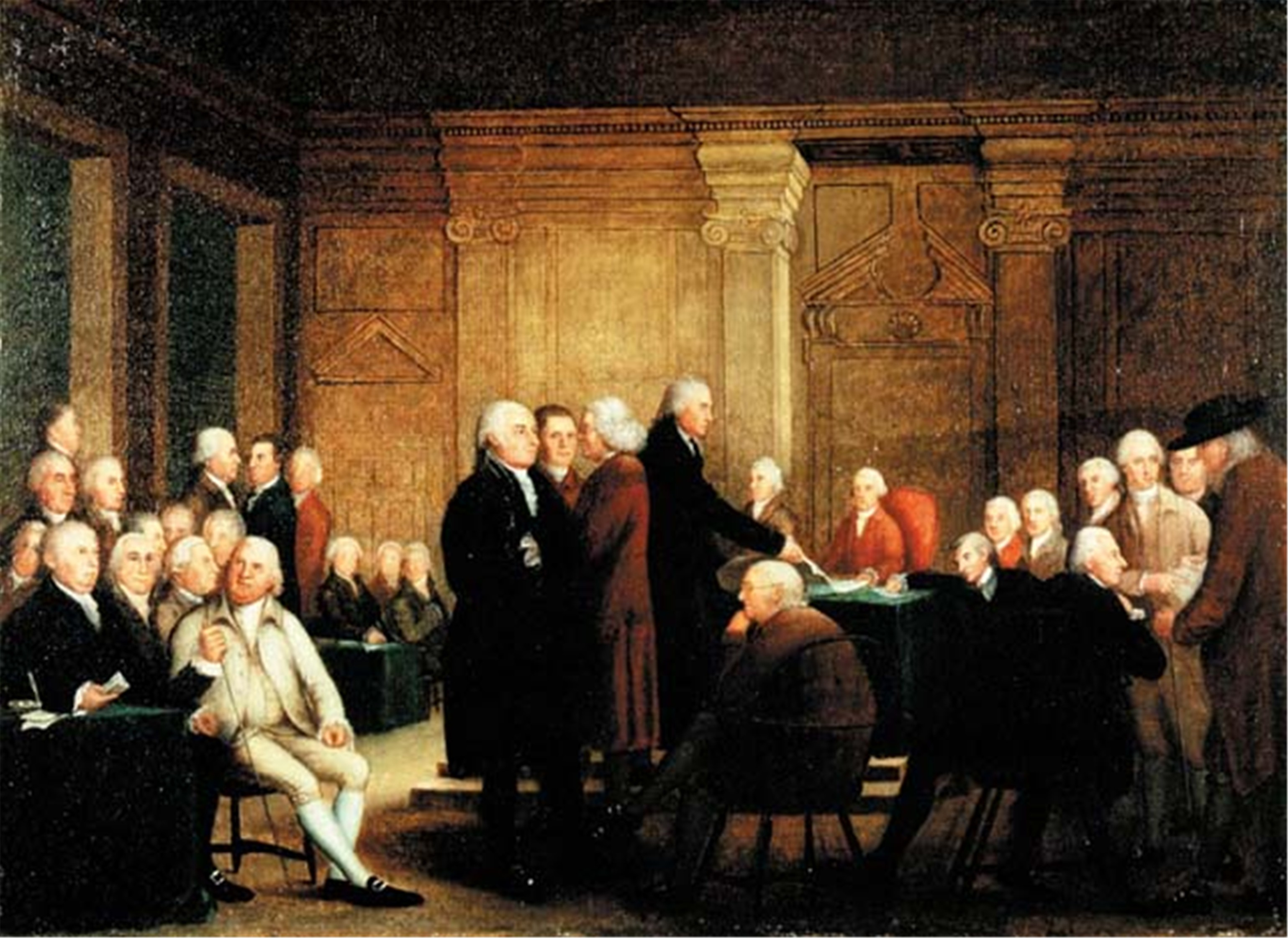

الكونغرس القاري كان في البداية خاصًا بمندوبي عدد من المستعمرات البريطانية الأمريكية في ذروة الثورة الأمريكية، إذ عُقد بشكل جماعي في سبيل مصالح شعوب المستعمرات الثلاث عشرة التي شكلت في النهاية الولايات المتحدة الأمريكية. أصبح الكونغرس الهيكل الإداري المؤقت للولايات المتحدة المشتركة بعد إعلان استقلال المستعمرات عن مملكة بريطانيا العظمى في عام 1776، بينما ظلت معظم وظائف الحكومة متمركزة في الولايات الفردية. يشير المصطلح بشكل محدد إلى الكونغرس القاري الأول لعام 1774 والكونغرس القاري الثاني الذي عُقد في الفترة الممتدة بين 1775-1781. يشير المصطلح على نطاق أوسع أيضًا إلى كونغرس الاتحاد في الفترة الممتدة بين 1781 و1789؛ وبذلك يغطي الهيئات البرلمانية الثلاث في المستعمرات الثلاث عشرة والولايات المتحدة التي توحدت بين عامي 1774 و1789 مع تنصيب حكومة جديدة بموجب دستور الولايات المتحدة الأمريكية.
سعى الكونغرس القاري الأول إلى المساعدة في إصلاح العلاقة المتوترة بين الحكومة البريطانية ومستعمراتها الأمريكية مع التشديد على حقوق المستعمرين، وذلك ردًا على القوانين التي لا تُطاق التي أقرها البرلمان البريطاني في عام 1774. تبنى المؤتمر الثاني إعلان الاستقلال الأمريكي في يوليو من عام 1776، معلنًا أن المستعمرات الثلاث عشرة أصبحت الآن ولايات مستقلةً ذات سيادة، ولم تعد تحت الحكم البريطاني. عملت هذه الهيئة بصفتها حكومة مؤقتة للولايات المتحدة الأمريكية حتى دخول إطار الحكومة الأول في البلاد -وثائق الكونفدرالية والاتحاد الدائم- حيز التنفيذ في الأول من مارس من عام 1781، لتُعرف حينها باسم كونغرس الاتحاد. اجتمعت هذه الهيئة الحاكمة المؤلفة من مجلس واحد في ثماني جلسات (فشلت الجلسة التاسعة في تحقيق النصاب القانوني) رسميًا على غرار «تجمع الولايات المتحدة في الكونغرس»، قبل حلها في عام 1789، مع تولي كونغرس الولايات المتحدة الأمريكية الأول السلطةَ التشريعية في الأمة بموجب الدستور.
يعود الكثير مما يُعرف اليوم حول الأنشطة اليومية لهذه المؤتمرات إلى محاضر الجلسات التي يحتفظ بها وزير المؤتمرات الثلاث تشارلز تومسون. تحتوي وثائق الكونغرس القاري المطبوعة بشكل معاصر على أوراق الكونغرس الرسمية، ورسائله، ومعاهداته، وتقاريره، وسجلاته. يتمتع مندوبو المؤتمرات القارية والكونفدرالية بخبرة واسعة في الهيئات التداولية، مع «إجمالي تراكمي يبلغ نحو 500 عام من الخبرة في مجالسهم الاستعمارية، بالإضافة إلى خدمة العشرات منهم بصفتهم متحدثين في مجالس هيئاتهم التشريعية». 

## خلفية
طُرحت فكرة عقد مؤتمر للمستعمرات البريطانية الأمريكية لأول مرة في عام 1754 مع بداية الحرب الفرنسية والهندية، التي بدأت بصفتها جبهة أمريكا الشمالية في حرب السنوات السبع بين بريطانيا العظمى وفرنسا. عُقد الكونغرس في ألباني، نيويورك في الفترة الممتدة بين 18 يونيو و11 يوليو من عام 1754، فعُرف باسم «مؤتمر ألباني»، وحضره مندوبون عن سبع مستعمرات. كان بنجامين فرانكلين من فيلادلفيا أحد هؤلاء المندوبين، واقترح ضم المستعمرات معًا في اتحاد كونفدرالي.
مرّر برلمان المملكة المتحدة في عام 1765 قانون الطابع الذي يتطلب إنتاج العديد من المواد المطبوعة في المستعمرات على ورق مختوم يُنتج في لندن ويحمل نقش ختم الإيرادات. أثار القانون غضب التجار في نيويورك وبوسطن وفيلادلفيا، الذين ردّوا على هذا القانون من خلال فرض حظر على الواردات البريطانية حتى إلغاء قانون الطابع. التقى مندوبون من العديد من المقاطعات في مؤتمر قانون الطابع، الذي انعقد في مدينة نيويورك في الفترة الممتدة بين 7 و25 أكتوبر من عام 1765، وذلك من أجل تقديم جبهة موحدة في معارضتهم. ثم صدر عنه إعلان الحقوق والمظالم، الذي أُرسل إلى البرلمان. بعد ذلك، وتحت ضغط من الشركات البريطانية التي تأثرت بالحصار، تراجعت حكومة رئيس الوزراء اللورد ماركيز روكنغهام والملك جورج الثالث عن قرارها، ثم أُلغي قانون الطابع في مارس من عام 1766.
كانت مقاومة المستعمرين قانونَ الطابع حافزًا لأعمال المقاومة اللاحقة. جددت قوانين تاونشيند (التي فرضت ضرائب غير مباشرة على مختلف العناصر التي لم تُنتج داخل المستعمرات، وخلقت وسيلة أكثر فاعلية لفرض الامتثال للوائح التجارية) التي أقرها البرلمان خلال عامي 1767 و1768 العداء بين المستعمرات، ما أدى في النهاية إلى حدوث مذبحة بوسطن في عام 1770. أصبح قانون الشاي (الذي منح شركة الهند الشرقية البريطانية الحق في شحن الشاي مباشرة إلى أمريكا الشمالية، والحق في تصدير الشاي بشكل مُعفى من الضرائب من بريطانيا العظمى) قانونًا رسميًا بعد ثلاث سنوات من ذلك، ولكنه زاد من استياء المستعمرين تجاه الحكومة البريطانية، وحرّض على تنفيذ حادثة حفلة شاي بوسطن في ديسمبر من عام 1773، وألهم قادة مقاطعة سوفولك لإصدار قراراتهم في سبتمبر من عام 1774. 

## الكونغرس القاري الأول لعام 1774
عُقد الكونغرس القاري الأول لفترة وجيزة في قاعة كاربنتر في فيلادلفيا، بنسلفانيا، في الفترة الممتدة بين 5 سبتمبر و26 أكتوبر من عام 1774. شاركت وفود من اثنتي عشرة مستعمرة من المستعمرات الثلاث عشرة التي شاركت أخيرًا في حرب الاستقلال الأمريكية. كانت مستعمرة جورجيا الوحيدة التي لم تشارك، إذ كانت مشاعر الموالين ما تزال تفوق مشاعر الوطنيين فيها، بالإضافة إلى اعتماد المستعمرة آنذاك على بريطانيا العظمى في الإمدادات العسكرية للدفاع عن المستوطنين ضد الهجمات الهندية المحتملة. إجمالًا، حضر 56 مندوبًا هذا الكونغرس، بمن فيهم جورج واشنطن، وباتريك هنري، وجون آدمز. كان بين المندوبين البارزين الآخرين صامويل آدمز من خليج ماساشوستس، إلى جانب جوزيف غالاوي وجون ديكنسون من ولاية بنسلفانيا. ترأس هذا الكونغرس بيتن راندولف من ولاية فيرجينيا.
طرح بنجامين فرانكلين فكرة عقد مثل هذا الاجتماع في العام السابق، لكنه لم يتمكن من إقناع المستعمرات بضرورة ذلك حتى فرض البحرية البريطانية الحصار على ميناء بوسطن وإقرار البرلمان القوانين العقابية التي لا تُطاق في عام 1774 ردًا على حادثة حفلة شاي بوسطن. نظم المندوبون خلال المؤتمر مقاطعة اقتصادية لبريطانيا العظمى كنوع من الاحتجاج وطلبوا من الملك تعويضًا عن المظالم. وحّدت المستعمرات جهودها لإظهار سلطتها على الدولة الأم بموجب قضاياها ووحدتها المشتركة، لكن لم تكن أهدافهم النهائية متناغمة. لم يكن معظم المندوبين مستعدين للانفصال عن بريطانيا العظمى آنذاك، لكنهم بالتأكيد أرادوا من الملك والبرلمان أن يتصرفا بما اعتبروه أعدل. تسلمت وفود من مقاطعتي ولاية بنسلفانيا ونيويورك تعليمات صارمة بشأن السعي مع بريطانيا العظمى من أجل إيجاد حل. في حين اعتبرت المستعمرات الأخرى جميعها فكرة الحقوق الاستعمارية ذات أهمية قصوى، قُسمت هذه الحقوق في الحقيقة بين أولئك الذين سعوا للحصول على المساواة التشريعية مع بريطانيا وأولئك الذين فضلوا بدلًا من ذلك الاستقلال والانسلاخ عن التاج وتجاوزاته.

## مؤتمرفيلادلفياالأول
وقد تم هذا الاجتماع في فيلادلفيا في العام 1774 وحضره 56 ممثلاً من اثنتي عشر مستعمرة من أصل ثلاثة عشر. وكان هذا الاجتماع للاحتجاج مع التشريعات المجحفة التي فرضتها الإمبراطورية البريطانية حينها، وعزم الممثلون على تنظيم مقاطعة اقتصادية لبريطانيا.

## مؤتمر فيلادلفيا الثاني
انطلقت حرب الاستقلال والثورة الأمريكية ضد النظام البريطاني أثناء اجتماع الممثلين في فيلادلفيا للمرة الثانية في العاشر من أيار من عام 1775. وكان من بين الممثلين من كان يفضل البقاء تحت إدارة الحكومة البريطانية، إلا أن التيار الذي كان يفضل الاستقلال فرض صوته على الجميع، فنشأ عن هذا الاجتماع تأسيس جيش للدفاع عن الاستقلال لتنسيق الجهود في الميدان.

## اقرأ أيضا
- وثائق الكونفدرالية